# Zingha rilaoensis
Zingha rilaoensis är en fjärilsart som beskrevs av Zoltan Varga 1972. Zingha rilaoensis ingår i släktet Zingha och familjen praktfjärilar. Inga underarter finns listade i Catalogue of Life.